# Mato Queimado
Mato Queimado este un oraș în Rio Grande do Sul (RS), Brazilia.